# 나혜진
나혜진 (1990년 4월 7일 ~ )은 대한민국의 배우이다.

## 출연작

### 영화
- 《롤러코스터》 (2013) - 승무원 정찬미 역
- 《사랑해! 진영아》 (2013) - 속옷매장직원 역
- 《족구왕》 (2014) - 자꾸 나오는 여학생 역
- 《하로동선》 (2022) - 수영 역

### 드라마
- 2012 MBC 《무신》- 연심 역
- 2015 MBC 《빛나거나 미치거나》 - 청옥 역
- 2016 KBS2 《공항 가는 길》 - 양혜진 역
- 2017 tvN 《시카고 타자기》 - 방진의 동료 직원 역
- 2017 tvN 《크리미널 마인드》